# BRIC

In verde gli stati che costituiscono il BRIC

BRIC è un acronimo utilizzato in economia internazionale per riferirsi congiuntamente a:
- Brasile
- Russia
- India
- Cina

Questi paesi condividono una situazione economica in via di sviluppo, una grande popolazione (Russia e Brasile centinaia di milioni di abitanti, Cina e India oltre un miliardo di abitanti ciascuna), un immenso territorio, abbondanti risorse naturali strategiche e, cosa più importante, sono stati caratterizzati da una forte crescita del prodotto interno lordo (PIL) e della quota nel commercio mondiale, soprattutto nella fase iniziale del XXI secolo.
Sono nati in seguito anche gli acronimi BRICS con l'aggiunta del Sudafrica e BRICST con l'aggiunta della Turchia.

## Storia
Questo termine è apparso per la prima volta nel 2001 in una relazione della banca d'investimento Goldman Sachs, a cura di Jim O'Neill, la quale spiegava che i quattro Paesi domineranno l'economia mondiale nel prossimo mezzo secolo. La relazione suggeriva che le economie dei paesi BRIC sarebbero cresciute rapidamente, rendendo il loro PIL nel 2050 paragonabile a quello dei paesi del G6 (Stati Uniti d'America, Giappone, Regno Unito, Germania, Francia ed Italia).
Nel novembre 2010 il Fondo monetario internazionale ha incluso i Paesi BRIC tra i dieci paesi con il diritto di voto più elevato, insieme a Stati Uniti d'America, Giappone e i quattro Paesi più popolati dell'Unione europea (Francia, Germania, Italia e Regno Unito).

## Riunioni

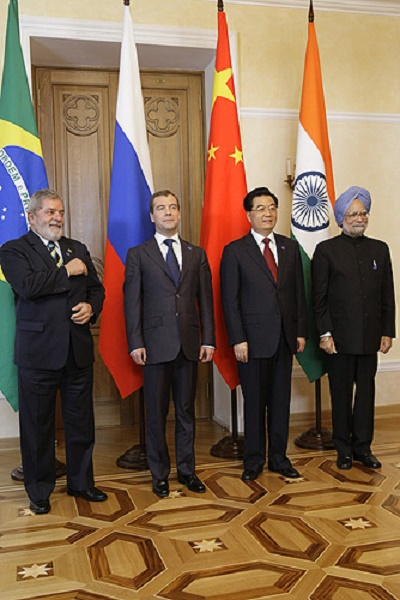
Capi di stato del BRIC nel 2009, Manmohan Singh (India), Dmitrij Medvedev (Russia), Hu Jintao (Cina) e Luiz Inácio Lula da Silva (Brasile)

La prima riunione dei Paesi aderenti al BRIC si è tenuta martedì 16 giugno 2009 a Ekaterinburg, in Russia. Il vertice, presieduto da Vladimir Putin, si è concluso con una dichiarazione finale: “Crediamo che sia veramente necessario avere un sistema di divise più stabile (del dollaro statunitense), di facile pronostico e più diversificato”.
La seconda riunione dei Paesi BRIC si è tenuta i giorni 15 e 16 di aprile 2010 a Brasilia, capitale del Brasile. Nella riunione preparatoria del giorno precedente a Rio de Janeiro, furono discusse, per la prima volta opportunità di affari e investimenti nei settori di energia, tecnologia dell'informazione, infrastrutture e agrocommercio. Il Sudafrica vi ha preso anche parte. La Russia annunciò la richiesta di investimenti su autostrade ed aeroporti, il Brasile su ferrovie, aeroporti, idrovie e strutture urbane. La Cina suggerì lo scambio di informazioni per la sicurezza alimentare, per evitare i grandi aumenti nei prezzi degli alimenti.
|    | Data                       | Paese ospitante | Presidente                | Località     | Sito web | Note |
| -- | -------------------------- | --------------- | ------------------------- | ------------ | -------- | ---- |
| 1º | 16 giugno 2009             | Russia          | Dmitrij Medvedev          | Ekaterinburg |          |      |
| 2º | 15 aprile e 16 aprile 2010 | Brasile         | Luiz Inácio Lula da Silva | Brasilia     |          |      |

Le successive riunioni del BRICS continuarono ufficialmente la numerazione da 3.

## Confronto Bric/G7

### Alcuni indicatori macroeconomici
Pur se la dimensione delle economie dei Paesi del BRIC è ormai comparabile con quelle dei Paesi del G7, a livello di PIL pro-capite la distanza è ancora elevata. Mentre il reddito pro-capite medio, a parità di potere d'acquisto, di questi ultimi era nel 2014 di oltre 44.100 $ (dai 32.345 dell'Italia ai 49.875 degli Stati Uniti), i corrispettivi valori dei Paesi BRIC erano:
- Brasile: 16.473 $
- Russia: 15.951 $
- Cina: 7.870 $
- India: 3.880 $

Tuttavia, dal 2000 al 2008 il PIL pro-capite a parità di potere d'acquisto di questi quattro Paesi è circa raddoppiato, contro una crescita circa del 35% dei sette maggiori Paesi industrializzati.
Anche per quanto riguarda il tasso di inflazione, rimane ancora una forte differenza. Tra il 2000 e il 2008 l'inflazione media del G7 è stata dell'1,89%, mentre molto più elevata, il 6,43%, per il BRIC. In particolare, il Paese più colpito è stata la Russia, quello meno colpito la Cina.

### Previsioni di crescita del PIL
Secondo un rapporto di Goldman Sachs, i Paesi del BRIC, ed in particolare Cina ed India si avviano a superare gli Stati del G6 (Stati Uniti, Giappone, Germania, Regno Unito, Francia e Italia) in termini di PIL nominale, riconsegnando all'Asia il primato economico che aveva perso nel XIX secolo. Infatti, se ancora nel 2000 il BRIC produceva solo il 17% della ricchezza del G6, nella prima metà del XXI secolo questo dato è destinato a cambiare radicalmente. La Cina avrebbe dovuto superare il Giappone nel 2016, ma il sorpasso è già avvenuto nel tardo 2010. Nel 2023 sarà in grado di produrre più dei quattro paesi europei messi insieme (obiettivo che l'India raggiungerà qualche anno più tardi, nel 2039, anno nel quale il BRIC avrà un PIL superiore a quello del G6). Infine, nel 2041 è previsto che la Cina superi gli Stati Uniti per PIL nominale, divenendo così la prima potenza economica mondiale.

### Indebitamento pubblico
A differenza dei Paesi ricchi del G7, indebitati e con scarse riserve internazionali, i paesi del BRIC oltre alle cospicue riserve di cui sopra hanno anche bassissimi livelli di indebitamento. A parte l'India, con un debito pubblico al 58% del PIL, in parte eredità dall'Impero britannico, il Brasile ha un debito del 45%, la Cina del 18% e la Russia solamente del 6%.
I Paesi ricchi hanno, invece debiti pubblici altissimi, dovuti alla grande domanda richiesta dalle loro economie, ovvero altissimi crediti privati o moneta circolante nel sistema, gli USA sono arrivati nel 2011 al 100% del debito pubblico in proporzione al PIL; l'Italia è oltre il 120%; la Germania ha un indebitamento pari al 77%. Il Giappone, seconda economia del mondo fino a quest'anno, in procinto di essere superata dalla Cina, ha un debito pubblico del 199%; al mondo, stranamente, solo lo Zimbabwe ha un debito pubblico più alto, pari al 231% del suo PIL. La massa monetaria circolante è dovuta ai grandi debiti pubblici e se è vero che dei 7 grandi, a parte il Giappone seconda riserva valutaria al mondo dopo la Cina con poco più di 1.000 miliardi di dollari, gli altri Paesi del G7 hanno riserve internazionali limitate: la Germania ha 130 miliardi, Italia e Francia circa 100, gli USA e la Gran Bretagna attorno a 70 ed il Canada meno di 50 miliardi.

### Dinamica demografica
La vera ricchezza dei Paesi del BRIC è la popolazione, infatti, questi quattro Stati rappresentano il 42% della popolazione mondiale e la popolazione, in una economia capitalistica, rappresenta la principale determinante della domanda. Questi quattro Paesi facendo leva sull'aumento della domanda interna determineranno la propria crescita che li condurrà ad essere i paesi economicamente più importanti del pianeta e soppianteranno gli attuali stati del G7 nella direzione del mondo. Attualmente, il mercato globale di questi quattro paesi rappresenta il 12,8% del volume totale e la loro quota continua a crescere e crescerà ulteriormente secondo tutte le previsioni, in particolare quelle della Banca mondiale e del WTO, l'organizzazione del commercio mondiale.